# Liste der Monuments historiques in Marles-en-Brie
Die Liste der Monuments historiques in Marles-en-Brie führt die Monuments historiques in der französischen Gemeinde Marles-en-Brie auf.

## Liste der Bauwerke
| Bezeichnung        | Beschreibung              | Standort                  | Kennzeichnung | Schutzstatus | Datum | Bild           |
| ------------------ | ------------------------- | ------------------------- | ------------- | ------------ | ----- | -------------- |
| Kirche St-Germain  |                           | (Lage)                    | PA00087080    | Classé       | 1922  | weitere Bilder |
| Waschhaus (Lavoir) | Erbaut um 1900            | Chemin rural Nr. 2 (Lage) | PA77000028    | Inscrit      | 2014  |                |
| Waschhaus (Lavoir) | Erbaut im 19. Jahrhundert | Chemin rural Nr. 2        | PA77000033    | Inscrit      | 2014  |                |

## Liste der Objekte
Zum Verständnis siehe: Kirchenausstattung
- Monuments historiques (Objekte) in Marles-en-Brie in der Base Palissy des französischen Kultusministeriums